# Viscainoa
- Commons
- Wikispecies

Viscainoa é um género botânico pertencente à família Zygophyllaceae.

## Espécies
- Viscainoa geniculata
- Viscainoa pinnata